# Bikramyoga
Bikramyoga är yoga i ett uppvärmt rum, som utvecklats av den kontroversielle yogaläraren Bikram Choudhury. Den bygger på en sekvens av 26 traditionella yogaställningar.

## De 26 asana i Bikram-serien
Följande 26 yogaställningar utövas i de yogapass som följer Bikram Choudhurys mall.
| #  | Sanskrit                                                          | Engelska                                                | Illustration |
| -- | ----------------------------------------------------------------- | ------------------------------------------------------- | ------------ |
| 1  | प्राणायाम Prāṇāyāma                                                   | Standing Deep Breathing                                 |              |
| 2  | अर्धचन्द्रासन with पादहस्तासन Ardhacandrāsana with Pādahastāsana         | Half Moon Pose with Hands To Feet Pose                  |              |
| 3  | उत्कटासन Utkaṭāsana                                                 | Awkward Pose                                            |              |
| 4  | गरुडासन Garuḍāsana                                                  | Eagle Pose                                              |              |
| 5  | दण्डायमन जानुशीर्षासन Daṇḍāyamana Jānuśīrṣāsana                          | Standing Head To Knee Pose                              |              |
| 6  | दण्डायमन धनुरासन Daṇḍāyamana Dhanurāsana                              | Standing Bow Pose                                       |              |
| 7  | तुलादण्डासन Tulādaṇḍāsana                                             | Balancing Stick Pose                                    |              |
| 8  | दण्डायमन विभक्तपाद पश्चिमोत्तानासन Daṇḍāyamana Vibhaktapāda Paścimottānāsana | Standing Separate Leg Stretching Pose                   |              |
| 9  | त्रिकोणासन Trikoṇāsana                                                | Triangle Pose                                           |              |
| 10 | दण्डायमन विभक्तपाद जानुशीर्षासन Daṇḍāyamana Vibhaktapāda Jānuśīrṣāsana      | Standing Separate Leg Head To Knee Pose                 |              |
| 11 | ताडासन Tāḍāsana                                                     | Tree Pose                                               |              |
| 12 | पादाङ्गुष्ठासन Pādāṅguṣṭhāsana                                          | Toe Stand Pose                                          |              |
| 13 | शवासन Śavāsana                                                     | Corpse Pose                                             |              |
| 14 | पवनमुक्तासन Pavanamuktāsana                                          | Wind Removing Pose                                      |              |
| 15 | पादहस्तासन Pādahastāsana                                             | Situp                                                   |              |
| 16 | भुजङ्गासन Bhujaṅgāsana                                               | Cobra Pose                                              |              |
| 17 | शलभासन Śalabhāsana                                                 | Locust Pose                                             |              |
| 18 | पूर्णशलभासन Pūrṇaśalabhāsana                                         | Full Locust Pose                                        |              |
| 19 | धनुरासन Dhanurāsana                                                 | Bow Pose                                                |              |
| 20 | सुप्तवज्रासन Suptavajrāsana                                           | Fixed Firm Pose (lit. Reclining Thunderbolt Pose)       |              |
| 21 | अर्धकूर्मासन Ardhakūrmāsana                                           | Half Tortoise Pose                                      |              |
| 22 | उष्ट्रासन Uṣṭrāsana                                                  | Camel Pose                                              |              |
| 23 | शसांगासना Śasāṁgāsanā                                                 | Rabbit Pose                                             |              |
| 24 | जानुशीर्षासन with पश्चिमोत्तानासन Jānuśīrṣāsana with Paścimottānāsana        | Head To Knee Pose with Back Stretching Pose             |              |
| 25 | अर्धमत्स्येन्द्रासन Ardha Matsyendrāsana                                 | Spine Twisting Pose (lit. Half Lord of the Fishes Pose) |              |
| 26 | कपालभाति Kapālabhāti                                                 | Blowing In Firm Pose (lit. Skull Illuminating)          |              |

## Bikramyogans ursprung
Bikram Choudhury var den som började med yoga i uppvärmda rum, och alltså den första att utöva hot yoga. På 1960-talet satte han ihop en serie om 26 asanas (positioner) och 2 pranayamas (andningsövningar) som senare blev känd som bikramyogaserien. Dessa asanas och pranayamas valde han ut från hathayogans traditionella.  Han utvecklade serien för att ge maximal hälsoeffekt och samtidigt minimera risken för skador vid gruppträning.
Bikram Choudhury hade själv skadat knät så pass allvarligt när han var 18 år att de läkare han konsulterade sa att han aldrig skulle kunna gå igen. Det var dock ett utlåtande han vägrade att acceptera, och han lyckades också läka sin skada med hjälp av yoga under sin guru Bishnu Ghosh.
År 1973 flyttade Bikram Choudhury från Mumbai till Los Angeles för att sprida yogan, såsom han blivit ålagd av Bishnu Ghosh. Han öppnade en yogastudio där han höll gruppklasser i 40°C i sin bikramyogaserie. Hans yoga blev snabbt populär och snart fanns det bikramyogastudior runt om i USA som lärde ut hans bikramyogaserie.
Idag är bikramyogan strikt standardiserad och det finns bikramyogastudior över hela världen. Värmen i salen är till för att mjuka upp muskler och leder så att man kan genomföra alla asanas optimalt och med minskad skaderisk.
Bikram Choudhurys guru, det vill säga den han lärde sig yoga av, var alltså Bishnu Ghosh, även kallad Bishnu Charan Ghosh. Bishnu Ghosh var en känd yogi (manlig yogautövare) i Indien, vars rykte var på topp under 1920- och 1930-talen. Han var bevandrad inom traditionell yoga från sina föräldrar och sin bror, Mukunda Lal Ghosh, mer känd som Paramhansa Yogananda - författare till En yogis självbiografi (Autobiography of  a Yogi). 
Bishnu Ghoshs föräldrar utövade Kriya-yoga, en typ av yoga som ska stilla sinnet och leda till medvetenhet om och förening med det kosmiska medvetande. Hans bror Paramhansa Yogananda grundade Yogoda School i Ranchi i Indien 1917, där han undervisade i en blandning av meditation, Kriya-yoga och hathayogans klassiska 84 asanas. En av Yoganandas första elever var Bishnu Ghosh. Men Bishnu Ghosh läste när han blev äldre även Physical Culture (på svenska ungefär frisksport) vid universitetet i Calcutta för professor R.N. Thakurta. Utbildningen inkluderade studier i diet, livsstil och träning. Bishnu Ghosh blandade utbildning i traditionell hathayoga och Physical Culture när han grundade sin egen yogaskola Ghosh College of Physical Education 1923. Detta college finns fortfarande, nu under namnet Ghosh's Yoga College, och leds av Bishnu Ghoshs barnbarn Muktamala.
Man kan alltså se en linje från traditionell yoga via Bishnu Ghosh, Kriya-yoga och hathayoga, vidare via Bikram Choudhury och bikramyoga, till dagens hot yoga generellt.